# Эсиха
Э́сиха (исп. Écija) — город и муниципалитет в Испании, на реке Хениль, на полпути из Севильи в Кордову. Входит в провинцию Севилья, в составе автономного сообщества Андалусия. Муниципалитет находится в составе района (комарки) Эсиха. Занимает площадь 976 км². Население 39743 человека (на 2022 год). Расстояние 94 км до административного центра провинции.

## История
Эсиха, за 50-градусный летний зной прозванная «сковородкой Андалусии» (La Sartén), построена на месте античного города Astigi, переименованного Октавианом в Colonia Augusta Firma. Астигский епископ Фульгентий был родным братом св. Исидора Севильского. Археологами вскрыты останки древнего города. Местное оливковое масло было востребовано во всех уголках Римской империи.
В 1236 году кастильцы освободили город от мавров. Золотым временем в истории Эсихи стали XVII и XVIII века, когда крупные андалусийские землевладельцы вроде герцогов Мединасели строили в городе свои роскошные дворцы. Силуэт города оживляют два десятка церковных колоколен в стилях готики, мудехар, ренессанс и барокко. После Лиссабонского землетрясения 1755 года город был отстроен заново.

## Известные жители и уроженцы
- Франциск Диас (1713—1748) — католический святой.

## Население
| Год  | Численность | Численность   |
| ---- | ----------- | ------------- |
| 2001 | 37 777      | [ 4 ]         |
| 2002 | 37 900      | [ 5 ]         |
| 2004 | 38 472      | [ 6 ]         |
| 2005 | 38 911      | [ 7 ]         |
| 2006 | 39 295      | [ 8 ]         |
| 2007 | 39 510      | [ 9 ]         |
| 2008 | 40 143      | [ 10 ]        |
| 2009 | 40 400      | [ 11 ]        |
| 2010 | 40 534      | [ 12 ]        |
| 2011 | 40 718      | [ 13 ]        |
| 2012 | 40 683      | [ 14 ]        |
| 2013 | 40 880      | [ 15 ]        |
| 2014 | 40 634      | [ 16 ]        |
| 2015 | 40 320      | [ 17 ]        |
| 2016 | 40 270      | [ 18 ]        |
| 2017 | 40 087      | [ 19 ]        |
| 2018 | 39 882      | [ 20 ] [ 21 ] |
| 2019 | 39 873      | [ 22 ]        |
| 2020 | 39 893      | [ 23 ]        |
| 2021 | 39 838      | [ 24 ]        |
| 2022 | 39 743      | [ 25 ]        |
| 2023 | 39 530      | [ 26 ]        |
| 2024 | 39 500      | [ 1 ]         |